# Antimicina A
La Antimicina  A es un antibiótico producido por Streptomyces griseous.

## Uso
Este antibiótico ha sido usado como plaguicida para controlar algunas especies de peces, ya que es un ingrediente activo en fintrol, un piscicida químico, utilizado en la gestión pesquera y en la industria del bagre.

## Mecanismo de acción
Se trata de un inhibidor de la cadena respiratoria, inhibe la transferencia de electrones en el complejo III y, como consecuencia de ello, también interrumpe la fosforilación oxidativa.
El ATP procede de la fosforilación oxidativa que se produce en las mitocondrias, ésta se puede alterar en varios puntos de la cadena respiratoria cuando se utilizan inhibidores como la Antimicina A. Por tanto si se altera, se altera la respiración de la célula y ésta muere.
La antimicina A se une al sitio Qi del citocromo c reductasa, inhibiendo de este modo la oxidación de ubiquinona en la cadena transportadora de electrones de la fosforilación oxidativa. La inhibición de esta reacción impide que se genere el gradiente de protones a través de la membrana interna. Esto dará lugar a la inhibición de la producción de ATP, ya que los protones son incapaces de fluir a través del complejo ATP sintasa en ausencia de un gradiente de protones. Esta inhibición también se traduce en la formación de radicales libres superóxido.

## Toxicidad
La Antimicina A es muy tóxica para los mamíferos como lo prueba la DL50 en el ratón (0.83mg/kg por vía intravenosa). 
En humanos, es responsable de fallecimientos por intoxicación voluntaria o accidental, aunque no es un contaminante común en el ambiente.

### En caso de intoxicación por vía inhalatoria
- Traslade a la víctima a un lugar ventilado.
- El personal de emergencias debe evitar la autoexposición a Antimicina a.
- Evaluar los signos vitales, incluyendo el pulso y la frecuencia respiratoria. Si no se detecta pulso aplicar RCP (reanimación cardio-pulmonar). Si no respira, proporcionar respiración artificial. Si la respiración es dificultosa, administrar oxígeno al 100% humidificado.
- Transporte a un centro de atención médica.[3]

### Intoxicación por contacto en piel y ojos
- Retirar a la víctima de la fuente de exposición. El personal de emergencia debe evitar la autoexposición.
- Quitar y aislar la ropa contaminada lo antes posible.
- Evaluar los signos vitales, incluyendo el pulso y la frecuencia respiratoria. Si no se detecta pulso aplicar RCP (reanimación cardio-pulmonar). Si no respira, proporcionar respiración artificial. Si la respiración es dificultosa, administrar oxígeno al 100% humidificado.
- Si se ha producido exposición de los ojos, deben lavarse con agua tibia durante quince minutos por lo menos.
- Lave las áreas expuestas de la piel con abundante agua y jabón.
- Transporte a un centro de atención médica.[3]

### Intoxicación por ingestión
- Evaluar los signos vitales, incluyendo el pulso y la frecuencia respiratoria. Si no se detecta pulso aplicar RCP (reanimación cardio-pulmonar). Si no respira, proporcionar respiración artificial. Si la respiración es dificultosa, administrar oxígeno al 100% humidificado.
- No inducir el vómito.
- El carbón activado puede ser administrado si la víctima está consciente y alerta. Utilizar 15-30g para niños y 50-100g para adultos disuelto en 125-250ml de agua.
- Transporte a un centro de atención médica.[3]